# Stolnica sv. Filomene, Misore
Stolnica sv. Filomene je katoliška cerkev, ki je stolnica škofije Mysore v Indiji. Polno ime je stolnica svetega Jožefa in svete Filomene. Znana je tudi kot stolnica sv. Jožefa. Zgrajena je bila leta 1936 v neogotskem slogu, njeno arhitekturo pa je navdihnila Kölnska stolnica v Nemčiji. To je ena najvišjih cerkva v Aziji.

## Zavetnik
Sveta Filomena je latinskokatoliška svetnica in mučenica Rimskokatoliške cerkve. Bila je mlada grška princesa, ki je bila umorjena v 4. stoletju. Posmrtne ostanke najstnice, ki ni bila starejša od 14 let, so odkrili 24. maja 1802 v katakombah svete Priscile na Via Salaria v Rimu. Te ostanke je spremljal niz ploščic z razdrobljenim napisom z besedami LUMENA PAXTE CUM FI, besedami brez znanega pomena v tem vrstnem redu. Črke so bile preurejene tako, da se glasijo PAX TECUM FILUMENA, kar v latinščini pomeni Mir s tabo, Filumena. V grobnici so našli tudi nekaj simbolov njenega mučeništva in posodo s suho krvjo. Iz teh odkritij je bilo ugotovljeno, da je bila v grobnici pokopana kristjanka Filumena (Philomena), posoda s krvjo pa naj bi bila njena relikvija, dokaz mučeniške smrti.

## Zgodovina
Cerkev na istem mestu je leta 1843 zgradil maharadža Mummadi Krišnaradža Vodejar. Napis, ki je bil tam ob postavitvi temelja sedanje cerkve leta 1933 pravi: »V imenu tistega edinega Boga – vesoljnega Gospoda, ki ustvarja, varuje in kraljuje vesolju Luči, posvetnemu svetu in skupek vseh ustvarjenih življenj – ta cerkev je bila zgrajena 1843 let po učlovečenju Jezusa Kristusa, razsvetljenja sveta kot človeka. Leta 1926 je sir T. Thumboo Chetty, ki je bil tajnik Huzurja pri maharadži iz Misora, Nalvadi Krišnaradža Vodejar, dobil relikvijo svetnika od Petra Pisanija, apostolskega delegata Vzhodne Indije. To relikvijo so izročili očetu Cochetu, ki se je obrnil na kralja, da bi mu pomagal pri gradnji cerkve v čast sv. Filomene. Maharadža iz Misora je 28. oktobra 1933 položil temeljni kamen cerkve. V svojem govoru na dan otvoritve je dejal: »Nova cerkev bo trdno in varno zgrajena na dvojnem temelju — božanskem sočutju in željni hvaležnosti. ljudi.« Gradnja cerkve je bila dokončana pod nadzorom škofa Reneja Feuge. Relikvija svete Filomene je shranjena v katakombi pod glavnim oltarjem. Ta cerkev je dober primer mešanja lokalne kulture. Nekateri ženski kipi so oblečeni v lokalno tradicionalno obleko, Sari.

## Arhitektura
Cerkev je zasnoval Francoz po imenu Daly. Zasnovana je bila za gradnjo v neogotskem slogu po navdihu Kölnske stolnice. Stolnica tlorisno spominja na križ. Dolgi del križa je zborna dvorana, imenovana cerkvena ladja. Dva kraka križa sta transepta. Del, ki vsebuje oltar in kor, je križni kvadrat. Stolnica ima kripto, v kateri je kip sv. Filomene. Dvojna zvonika cerkve sta visoka 53 m in sta podobna zvonikom Kölnske stolnice in tudi zvonikom cerkve sv. Patrika v New Yorku. Glavna ladja lahko sprejme do 800 ljudi in vsebuje vitraže, ki prikazujejo prizore Kristusovega rojstva, zadnje večerje, križanja, vstajenja in Kristusovega vnebohoda. Velja za drugo največjo cerkev v Aziji.

## Galerija
- Stolnica sv. Filomene
- Stolnica sv. Filomene
- Pogled na stolnico spredaj
- Pogled na stolnico iz strani
- Informacijski znak za obiskovalce
- Kip sv. Jožefa pred stolnico
- Kip sv. Filomene pred stolnico
- Kip sv. Filomene
- Kip sv. Filomene
- Kip sv. Jožefa